# Varesjärvi
Varesjärvi är en sjö i Finland. Den ligger i Salo stad i landskapet Egentliga Finland, i den södra delen av landet, 70 km väster om huvudstaden Helsingfors. Varesjärvi ligger 86,1 meter över havet. I omgivningarna runt Varesjärvi växer i huvudsak barrskog. Arean är 1,6 kvadratkilometer och strandlinjen är 10,76 kilometer lång. Sjön  ingår i Kisko ås och Bjärnå å huvudavrinningsområde. 